# Powerful p-群
在數學的群論中，特別在p-群和pro-p-群的研究中，powerful p-群是一個起著重要作用的概念。這個概念是在(Lubotzky & Mann 1987)引入的，該文中並給出了幾個應用，包括Schur乘子的一些結果。powerful p-群用於p-群的自同構研究(Khukhro 1998)，受限制的Burnside問題的解答(Vaughan-Lee 1993)，以coclass猜想作出的有限p-群分類(Leedham-Green & McKay 2002)，及給出了很好的方法去理解解析pro-p-群 (Dixon et al. 1991)。

## 正式定義
有限p-群{\displaystyle G}稱為powerful，於{\displaystyle p}為奇數時，若交換子子群{\displaystyle [G,G]}包含在子群{\displaystyle G^{p}=\langle g^{p}|g\in G\rangle }內，而於p=2時若{\displaystyle [G,G]}包含在子群{\displaystyle G^{4}}內。

## powerfulp-群的性質
powerful p-群有很多性質與阿貝爾群類似，所以可作為p-群研究的好的基礎。每個有限p-群可以表示為一個powerful p-群的section。
powerful p-群也可用於研究pro-p群，因為powerful p-群提供了簡單方法去描繪p-進解析群（在p-進數上為流形的群）的特性：一個有限生成pro-p群是p-進解析的，當且僅當這個群包含一個powerful的開正規子群。這是Michel Lazard(1965)一個深刻結果的特例。
一些與阿貝爾p-群相似的性質有：若{\displaystyle G}是powerful p-群，則：
- {\displaystyle G}的Frattini子群{\displaystyle \Phi (G)}有性質{\displaystyle \Phi (G)=G^{p}}
- {\displaystyle G^{p^{k}}=\{g^{p^{k}}|g\in G\}}對所有{\displaystyle k\geq 1.}。就是以{\displaystyle p^{k}}次冪生成的群，正是{\displaystyle p^{k}}次冪的集合。
- 對所有{\displaystyle k\geq 1}，若{\displaystyle G=\langle g_{1},\ldots ,g_{d}\rangle }，則{\displaystyle G^{p^{k}}=\langle g_{1}^{p^{k}},\ldots ,g_{d}^{p^{k}}\rangle }。
- 對所有{\displaystyle k\geq 1}，{\displaystyle G}的下中心序列的第k位有性質{\displaystyle \gamma _{k}(G)\leq G^{p^{k-1}}}。
- powerful p-群的每個商群都powerful。
- {\displaystyle G}的Prüfer秩等於{\displaystyle G}的生成元的最小數目。

一些不太像阿貝爾群的性質有：若{\displaystyle G}是powerful p-群，則
- {\displaystyle G^{p^{k}}}是powerful。
- {\displaystyle G}的子群不一定是powerful。